# Громадське здоров'я

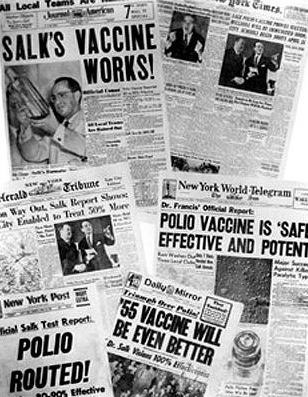
Заголовки газет зі всього світу про успішне випробовування вакцини проти поліомієліту (13 квітня 1955)

Громадське здоров'я (англ. Public health) — це наука та практика попередження захворювань, збільшення тривалості життя і зміцнення здоров'я шляхом організованих зусиль суспільства.
Система громадського здоров'я — комплекс інструментів, процедур та заходів, що реалізуються державними та недержавними інституціями для зміцнення здоров'я населення, попередження захворювань, збільшення тривалості активного та працездатного віку та заохочення до здорового способу життя шляхом об'єднаних зусиль усього суспільства.
Громадське здоров'я охоплює міждисциплінарні підходи епідеміології, біостатистики і охорони здоров'я. Іншими важливими галузями є гігієна довкілля, здоров'я населення, психогігієна, безпека руху, економіка охорони здоров'я, державна політика, психічне здоров'я, страхова медицина, безпека та гігієна праці, тощо.
У центрі уваги громадського здоров'я є поліпшення здоров'я та якості життя шляхом профілактики і лікування захворювань та інших фізичних і психічних станів. Це робиться завдяки епідеміологічному нагляду за випадками та індикаторами здоров'я і шляхом пропаганди здорового способу життя. Прикладами загальних заходів громадського здоров'я є заохочення миття рук, грудного вигодовування, проведення вакцинації і розповсюдження презервативів для боротьби з поширенням захворювань, що передаються статевим шляхом.
Сучасне громадське здоров'я — це робота багатопрофільних бригад громадського здоров'я, включаючи лікарів, що спеціалізуються в галузі громадського здоров'я / комунальної медицини / інфекційних захворювань, психологів, епідеміологів, біостатистів, медичних мікробіологів, посадових осіб із санітарного стану навколишнього середовища / інспекторів громадського здоров'я, фармацевтів, стоматологів, медсестер за напрямком громадського здоров'я, дієтологів і нутриціологів, ветеринарів, інженерів громадського здоров'я, юристів у галузі громадського здоров'я, соціологів, спеціалістів з розвитку громад, експертів комунікації, спеціалістів з біоетики, тощо.
У листопаді 2016 р. Кабінет Міністрів України схвалив Концепцію розвитку системи громадського здоров'я.
У 2018 році в Україні запроваджено принцип збереження здоров'я населення, за якого всі ухваленні урядом рішення аналізуватимуться з точки зору впливу їх реалізації на громадське здоров'я.  [Архівовано 1 серпня 2018 у Wayback Machine.]

## Зміст поняття
За визначенням Всесвітньої організації охорони здоров'я, під поняттям «здоров'я» слід розуміти «стан повного фізичного, душевного і соціального благополуччя, а не тільки відсутність хвороб і фізичних дефектів».
У центрі уваги втручань громадського здоров'я є запобігання і управління захворюваннями, травмами та іншими станами, пов'язаних зі здоров'ям, шляхом нагляду і пропагування здорового способу життя, здорових громад та навколишнього середовища. Багато захворювань можуть бути попереджені за допомогою простих і немедичних методів. Наприклад, дослідження показали, що простий акт миття рук з милом може попередити багато інфекційних хвороб. У інших випадках, лікування хвороби або контроль патогену може мати життєво важливе значення для запобігання його поширення на інших, наприклад, під час спалаху інфекційного захворювання або зараження продуктів харчування чи системи водопостачання. Прикладами звичайних заходів громадського здоров'я є комунікаційні програми громадського здоров'я, програми вакцинації та роздавання презервативів. Такі та подібні заходи вносять значний вклад в здоров'я населення і збільшення тривалості життя.
Існує велика нерівність у доступі до охорони здоров'я та ініціатив у сфері охорони здоров'я між розвиненими країнами і країнами, що розвиваються. У останніх інфраструктура громадського охорони здоров'я все ще формується.
Громадське здоров'я, через місцеві системи охорони здоров'я та недержавні організацій відіграє важливу роль у зусиллях по профілактиці хвороб у країнах, що розвиваються і в розвинених країнах. Всесвітня організація охорони здоров'я (ВООЗ) — міжнародне агентство, яке координує і працює з глобальними питаннями громадського здоров'я. Більшість країн для реагування на внутрішні проблеми зі здоров'ям мають свої власні державні органи у сфері громадського здоров'я, які іноді називають міністерствами здоров'я. Наприклад у Канаді є Агенція з громадського здоров'я — національна агенція, що відповідає за громадське здоров'я, готовність до надзвичайних заходів та відповідь на них, контроль та попередження інфекційних та хронічних хвороб. В Україні є управління громадського здоров'я в Міністерстві охорони здоров'я.

## Сучасна практика

### Програми громадського здоров'я
Більшість урядів визнають важливість програм громадської охорони здоров'я в зниженні захворюваності, інвалідності, а також ефектів старіння та інших фізичних і психічних станів здоров'я, хоча громадське здоров'я в цілому отримує значно менше державного фінансування в порівнянні з медициною.
Державні програми громадського здоров'я по проведенні вакцинації досягли успіхів у зміцненні здоров'я, у тому числі ліквідації віспи — хвороби, від якої людство страждало протягом тисяч років.

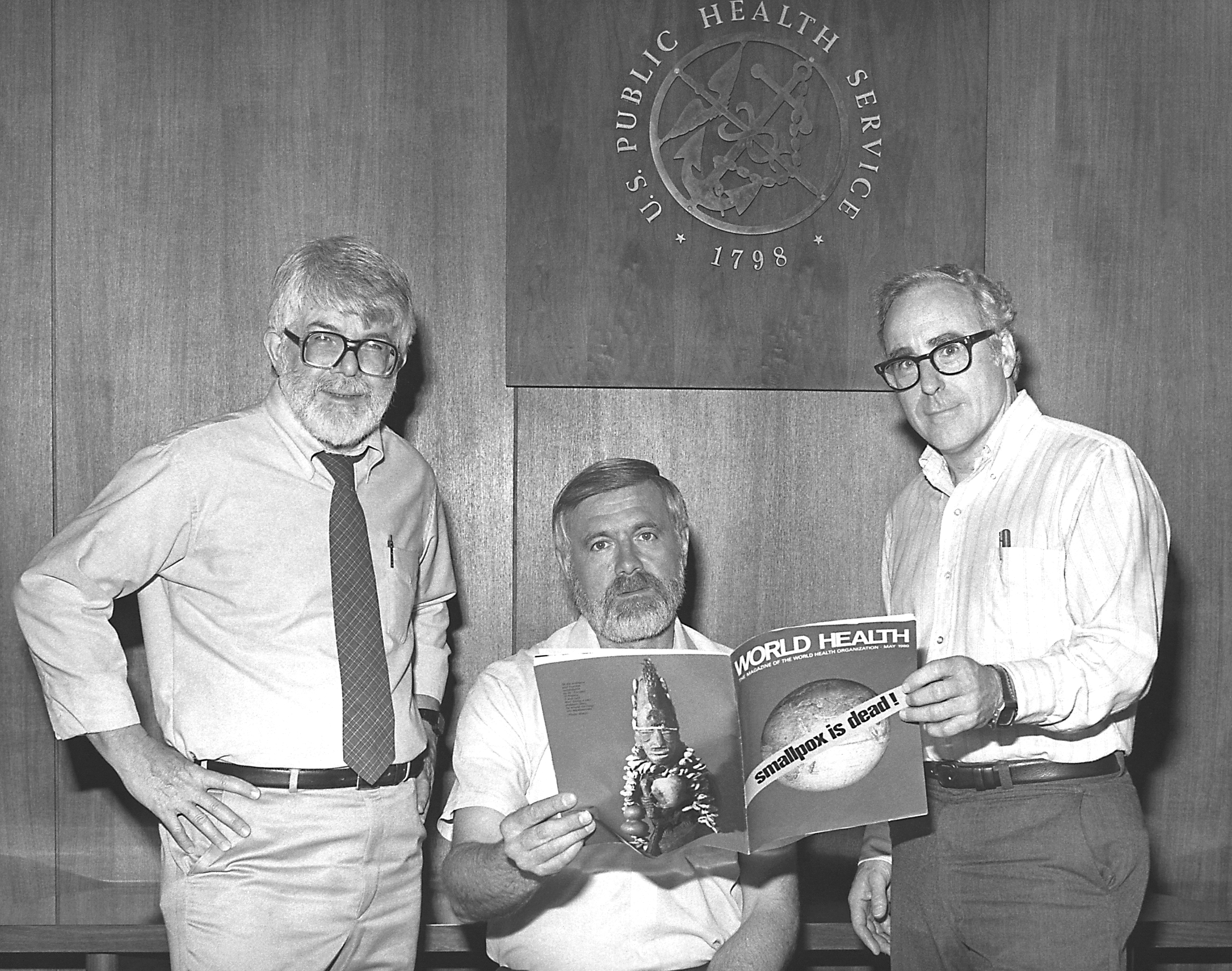
Три колишніх директора Всесвітньої програми з ліквідації віспи читають новину, що віспу було ліквідовано в усьому світі, 1980

Всесвітня організація охорони здоров'я (ВООЗ) визначає основні функції програм громадського здоров'я, серед яких:
- забезпечення лідерства з питань, важливих для здоров'я, і участь у партнерствах, коли необхідні спільні дії;
- формування порядку денного наукових досліджень і стимулювання збору, освоєння і поширення цінних знань;
- встановлення норм і стандартів, сприяння та контроль за їх виконанням;
- формулювання етичних і заснованих на доказах варіантів політики;
- моніторинг ситуації та оцінка тенденцій в галузі охорони здоров'я.

Зокрема, програми нагляду у сфері громадського здоров'я можуть:
- слугувати системою раннього попередження про можливі надзвичайні ситуації у сфері громадського здоров'я;
- документувати вплив втручання або відслідковувати прогрес щодо зазначених цілей;
- здійснювати моніторинг та уточнення епідеміології проблем зі здоров'ям, що дозволяє визначати пріоритети, а також розробляти політики і стратегій в галузі охорони здоров'я;
- проводити діагностику, дослідження і моніторинг проблем зі здоров'ям і небезпек для здоров'я спільноти.

Наприклад, ВООЗ повідомляє, що щонайменше 220 мільйонів людей у світі хворіють на цукровий діабет. Його частота швидко зростає, по розрахункам до 2030 року кількість смертей від діабету подвоїться. У червні 2010 редакційній статті медичного журналу «Ланцет», автори висунули думку: «Той факт, що цукровий діабет 2 типу, захворювання, якому у значній мірі можна запобігти, досягнуло пропорції епідемії — приниженням громадського здоров'я». Ризик діабету 2 типу тісно пов'язаний із проблемою ожиріння. Оцінки ВООЗ вказують, що на глобальному рівні приблизно 1,5 мільярда дорослих людей мали надлишкову вагу в 2008 році і майже 43 мільйонів дітей у віці до п'яти років мали надлишкову вагу в 2010 році. Сполучені Штати попереду з 30,6 % населення із ожирінням. Слідом Мексика із 24,2 % і Велика Британія з 23 %. Колись це було проблемою країн з високим рівнем доходу, а зараз ожиріння зростає в країнах з низьким рівнем доходів, особливо в містах. Багато програм громадської охорони здоров'я в усі більшою мірою скеровують увагу і ресурси до проблеми ожиріння, з метою усунення основних причин. Серед методів попередження є передусім здорове харчування та фізичні вправи.
Деякі програми та напрямки, пов'язані з просуванням у сфері охорони здоров'я і профілактики можуть бути суперечливими. Одним з таких прикладів є програми по попередженню передачі ВІЛ через кампанії по безпечному сексу і програми обміну голок. Іншим прикладом є контроль тютюнопаління. Зміна поведінки куріння вимагає довгострокових стратегій, на відміну від боротьби з інфекційними захворюваннями, яка зазвичай займає коротший період для відповідних ефектів. Багато країн здійснили великі ініціативи, щоб скоротити куріння, такі як збільшення податків і заборон на куріння в деяких або у всіх громадських місцях.
Так склалось історично, що інфекційні захворювання були на вершині глобального пріоритету в галузі охорони здоров'я. Неінфекційні захворювання і поведінкові фактори ризику, що їх зумовлюють, були на дні. Це, однак, змінюється, на що вказує проведення у вересні 2011 року Організацією Об'єднаних Націй першого спеціального саміту Генеральної Асамблеї з проблеми неінфекційних захворювань.
Багато проблем зі здоров'ям зумовлені неадекватною особистою поведінкою. З точки зору еволюційної психології, надмірне споживання нових речовин, які шкідливі через активацію сформованої системи винагороди для таких речовин як наркотики, тютюн, алкоголь, очищена сіль, жири та вуглеводи. Нові технології на кшталт сучасного транспорту також приводять до зниження фізичної активності. Дослідження показують, що поведінку можна більш ефективно змінити беручи до уваги еволюційні мотивації, а не лише надаючи інформацію про вплив на здоров'я. Тож широкому використанню мила та миттю рук для запобігання діареї набагато ефективніше можна сприяти, якщо пов'язувати відсутність його використання з емоціями огиди. Відраза — це вдосконалена система для запобігання контакту з речовинами, які поширюють інфекційні захворювання. Прикладами можуть бути фільми, у яких показано, як фекалії забруднюють їжу. В індустрії маркетингу вже давно відомо про важливість пов'язування продуктів з високим статусом і привабливістю для інших. У той же час було висловлено думку, що підкреслення шкідливих і небажаних наслідків куріння тютюну на інших осіб і введення заборони на куріння в громадських місцях, були особливо ефективними в зниженні куріння тютюну.

### Області застосування в охороні здоров'я
Громадське здоров'я не лише поліпшує здоров'я населення шляхом реалізації специфічних заходів на популяційному рівні, але й виявляє та оцінює потреби населення у медичному забезпеченні, включаючи:
- оцінку поточних медичних послуг та визначення чи вони відповідають цілям системи охорони здоров'я;
- з'ясування вимоги відповідно до думки фахівців в області охорони здоров'я, представників громадськості та інших зацікавлених сторін;
- визначення найбільш доречних втручань;
- врахування потреби в ресурсах для запропонованих втручань та оцінка їх економічної ефективності;
- підтримку прийняття рішень у охороні здоров'я та плануванні медичних послуг, включаючи будь-які необхідні зміни.

### Реалізація ефективних стратегій покращення
Одна з найважливіших стратегій покращення громадського здоров'я — це пропагування сучасної медицини та наукової нейтральності. Про це вказувала на прикладі компанії проти нематод у Мексиці у 1920-х: громадське здоров'я не може лише стосуватись політиків чи економістів. Політичні чинники, наприклад вибори, можуть змусити урядовців приховати справжні цифри хворих у їх регіоні людей. Тому наукова нейтральність вкрай важлива для формування політики у галузі громадського здоров'я. Вона може забезпечити те, що потреби у лікуванні будуть задовольнятись незалежно від політичних та економічних умов.

## Історія

### Рання історія

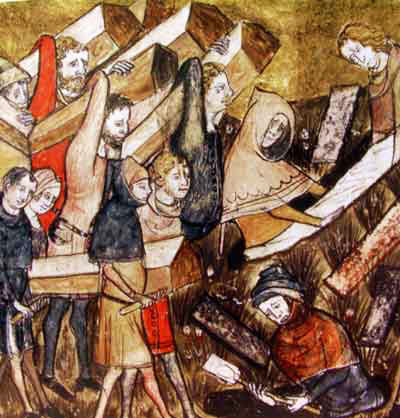
Примітивний характер середньовічної медицини залишив Європу безпорадною під натиском Чорної смерті в 14-м столітті. Фрагмент мініатюри з «Хронік Жиля Лі Муізіса» («The Chronicles of Gilles Li Muisis», 1272 — 1352). Бельгійська Королівська бібліотека, MS 13076-77, f. 24v.

Громадське здоров'я сягає корінням в сиву давнину. Від витоків людської цивілізації, було визнано, що забруднена вода і відсутність належної утилізації відходів поширюються інфекційні захворювання (теорія міазмів). Ранні релігії намагалися регулювати поведінку, особливо ту, що пов'язана зі здоров'ям: від типу спожитої їжі до регулювання певних терпимих елементів, наприклад, вживання алкоголю або сексуальних відносин. Лідери несли відповідальність за здоров'я своїх підданих для забезпечення соціальної стабільності, процвітання і підтримки порядку.
З римських часів було зрозуміло, що відповідна система управління відходами була запорукою громадського здоров'я у місті. У стародавньому Китаї лікарі розробили практику варіоляції після епідемії натуральної віспи близько 1000 до нашої ери. Людина без хвороби могла отримати певний рівень імунітету вдихаючи висушені кірки, що утворились навколо розкритої пустоли в інфікованих. Дітей захищали інокуляцією гною з пустол у поверхневі подряпини на передпліччі.
У 1485 у Венеційській республіці було організувано Магістрат Здоров'я — постійний суд інспекторів здоров'я з особливою увагою щодо попередження поширення епідемій із-за кордону на її території. Спочатку Венеційський сенат призначав трьох інспекторів. У 1537 за це відповідала Велика Рада, у 1556 було додано двох суддів із завданням контролю від імені Республіки.
Проте, згідно з Мішелем Фуко, модель управління при чумі була замінена на моделлю холери. Пандемія холери спустошила Європу між 1829 та 1851. З нею вперше боролись використанням, як Фуко говорив «соціальної медицини», яка зосереджувалась на потоці, циркуляції повітря, розміщенні цвинтарів, тощо. Усі ці занепокоєння, народжені з теорії міазмів, змішались з урбаністичними проблеми управління населеністю. Німеччина концептуалізувала це у Polizeiwissenschaft («Поліцейській науці»).

### Сучасне громадське здоров'я
У XVIII столітті у Англії спостерігалось швидке зростання кількості лікарень. У кінці цього століття було закладено підґрунтя основних поліпшень у сфері громадського здоров'я: соціальне зло було визначено, приватні філантропи звернули на це увагу, зміна громадської думки призвела до активних дій влади.

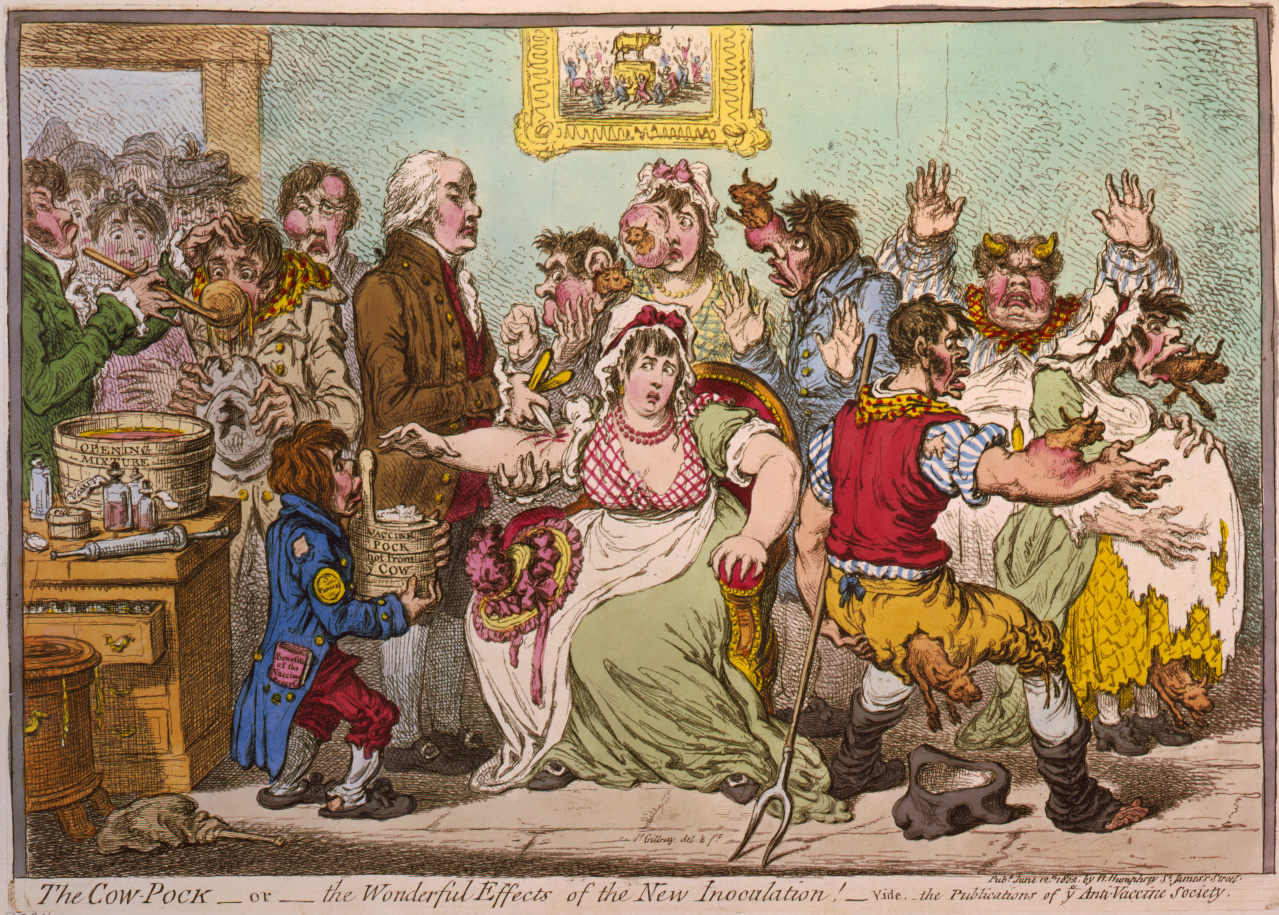
Едвард Дженнер вакцинує людей, які бояться, що через це у них з'являться коровоподібні відростки. Карикатура 1802 року.

Практика вакцинації стала поширеною у 1800-х після основоположної роботи Едварда Дженнера по профілактиці натуральної віспи. У 1754 було опубліковано дослідження Джеймса Лінда щодо причин цинги серед моряків та зменшення її проявів шляхом введення фруктів до їх раціону при тривалих мандрівка. Королівський морський флот схвалив цю ідею. Були робились зусилля поширення заходів охорони здоров'я до більш широкого загалу: у 1752 Британський лікар Сер Джон Прінгл опублікував працю «Спостереження захворювань у армії у Кемп Гаррісон» (англ. Observations on the Diseases of the Army in Camp and Garrison), в якій він виступав за важливість адекватної вентиляції у військових казармах та забезпечення солдат вбиральнями.

#### Епідеміологія

Точкова мапа Джона Сноу, що показує кластери випадків холери у Лондонській епідемії 1854 року.

Початком епідеміології як науки стало визначення Джоном Сноу забрудненої громадської водяної помпи джерелом спалаху холери 1854 року у Лондоні. Доктор Сноу вірив у мікробну теорію хвороб, а не в поширену теорію міазмів. Він уперше описав свою теоріую у 1849 у есе «Щодо способу зв'язку холери» (англ. On the Mode of Communication of Cholera), з наступним виданням детальнішого трактату у 1855. Останній включав результати його дослідження ролі водопостачання у епідемії 1854 року у Сохо.
Спілкуючись з місцевими жителями (з допомогою Генрі Вайтгеда), він визначив джерело спалаху — насос комунального водопостачання на Брод-стріт (тепер Бродвік-стріт). Хоча хімічне та мікроскопічне дослідження Сноу зразків води з насоса на Брод-стріт не довели переконливо його небезпеку, його аналіз схеми захворювання були достатньо переконливими для місцевої влади аби вимкнути помпу колодязя, видаливши ручку.
Пізніше для ілюстрації кластера випадків холери навколо помпи Сноу використав точкову мапу. Для ілюстрації зв'язку між якістю джерела води та випадками холери він також застосовував статистичні методи. Він також показав, що водопровідна компанія Саутерку та Воксхоллу здійснювала забір води з ділянок Темзи, забруднених стічними водами. Це спричинило підвищення частоти випадків холери. Дослідження Сноу було найважливішою подією в історії громадського здоров'я та географії. Воно вважається основоположним для епідеміології.

#### Контроль захворювань

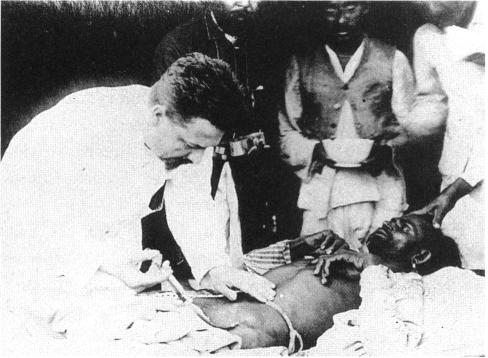
Поль-Луі Сімон вводить протичумну вакцину у Карачі, 1898.

На межі ХХ століття завдяки основоположним для бактеріології роботам французького хіміка Луї Пастера та німецького науковця Роберта Коха були розроблені методи ізоляції хвороботворних бактерій та винайдені вакцини. Британський лікар Рональд Росс визначив, що москіти є переносниками малярії, чим заклав підґрунтя для боротьби з хворобою. Joseph Lister зробив революцію у хірургії запровадженням антисептичної хірургії для усунення інфекції. Французький епідеміолог Поль-Луі Сімон підтвердив, що чуму переносять блохи, які паразитують на пацюках. Американці Вальтер Рід та Джеймс Керол (науковець) продемонстрував, що москіти переносять вірус жовтої гарячки.
Після перемог над епідемічними хворобами, громадське здоров'я почало звертати більше уваги на хронічні захворювання, у тому числі рак та серцево-судинні захворювання. Попередні зусилля з використання профілактичних методів у багатьох розвинених країнах вже призвели до різкого зменшення смертності новонароджених. У Великій Британії летальність новонароджених впала з більше 15 % у 1870 до 7 % станом на 1930.